# Sandra Aguebor
Sandra Aguebor-Ekperuoh est une mécanicienne nigériane. Elle est la première femme mécanicienne du Nigeria et elle est également une militante féministe engagée dans la formation de femmes victimes d'abus sexuels au métier de mécanicienne. 

## Biographie
Sandra Aguebor est née en 1970 à Bénin city. Elle grandit dans l’État de l’Ebo et commence son cursus scolaire à l’école primaire Ivbiotor, puis à l’école pour filles St Maria Goretti. Malgré le total désaccord de sa mère, elle ouvre à juste 14 ans son première garage en installant une toile tendue au bord des routes à Lagos. Son père, plus compréhensif, lui permet d'intégrer le lycée technique du Bénin puis Auchi Polytechnic. C'est dans cette école qu'elle obtient son diplôme d’ingénieure,,,.

## Carrière
Sandra Aguebor commence sa carrière professionnelle dans la compagnie ferroviaire Bendel Transport Service. Elle y occupe pendant trois ans le poste d'officier chargé de la maintenance et des réparations. Elle quitte cette entreprise pour en rejoindre une autre dans la capitale du pays : La Nigeria Railway Corporation. Elle y reste également trois ans. Dans chacune des entreprises où elle travaille, Sandra Aguebor est toujours la seule femme de  l'équipe. Elle imagine alors un espace où ne travaillent que des femmes et prend la décision de devenir sa propre patronne. C’est ainsi qu'est née en 2004 la Lady Mechanic Initiative dont elle est la fondatrice mais également la directrice. Elle fait de cette entreprise, non seulement un lieu de travail mais également un centre de formation et de réinsertion pour femmes en difficulté, notamment des anciennes prisonnières, prostituées, et orphelines,,,.

## Récompenses
En 2015, elle  fait l'objet d'un film, produit par Aljazeera, intitulé Sandra Aguebor : The Lady Mechanic, le film est récompensé au New York Film Festival,,,. Elle est nommée pour le prix COWLSO, une initiative établie par le gouvernement de l'État de Lagos en 1974 pour honorer les personnes qui ont contribué au « bien-être social de l'État »,. Elle reçoit le prix de la femme inspiratrice de l'année de Dolapo Osinbajo et du gouverneur Akinwunmi Ambode, qui affirment qu'elle a utilisé ses compétences et son talent pour avoir un impact positif sur la société dans un domaine dominé par les hommes. Elle reçoit également le prix du mérite national du gouvernement fédéral du Nigeria.
S'adressant à Vanguard, lors de la cérémonie 2014 de remise des diplômes à 50 mécaniciennes, Aguebor a révélé qu'elle avait formé plus de 700 mécaniciennes à ce jour.